# Saison 1983-1984 du Football Club de Sète
Chronologie
Saison précédente Saison suivante
La saison 1983-1984 du FC Sète est la quatorzième saison du club héraultais en deuxième division du championnat de France et la première depuis leur remontée à l'issue de la saison 1982-1983. Pour cette première saison à ce niveau depuis sept ans, l'objectif du club est d'obtenir rapidement son maintien dans le championnat.
Yves Herbet, entraîneur de 38 ans, est à la tête du staff sétois avec pour mission de faire progresser le club afin de se stabiliser à ce niveau. Le club va flirter dangereusement avec la zone de relégation durant les deux tiers de la saison avant de décoller en fin de saison et d'assure son maintien en terminant 11e de son groupe.
Les sétois participent également à la Coupe de France, où ils échouent dès les trente-deuxième de finale face au FC Martigues.

## Compétitions

### Championnat
La saison 1983-1984 de Division 2 est la quarante-cinquième édition du championnat de France de football de deuxième division. La division est divisée en deux groupes au sein desquels s'oppose dix neuf et dix-huit clubs en une série de trente-six et trente-quatre rencontres. Les deux meilleurs de chaque groupe sont promus en Division 1 alors que les deuxièmes et troisièmes s'affrontent lors de barrages à l'issue de la saison. Les quatre et trois derniers de chaque groupe sont relégués en Division 3. Le FC Sète participe à cette compétition pour la quatorzième fois de son histoire et la première fois depuis sept ans.

### Coupe de France
La coupe de France 1983-1984 est la 67e édition de la coupe de France, une compétition à élimination directe mettant aux prises les clubs de football amateurs et professionnels à travers la France métropolitaine et les DOM-TOM. Elle est organisée par la FFF et ses ligues régionales.

### Matchs officiels de la saison
Le tableau ci-dessous retrace les rencontres officielles jouées par le Football Club de Sète durant la saison. Les buteurs sont accompagnés d'une indication sur la minute de jeu où est marqué le but et, pour certaines réalisations, sur sa nature (penalty ou contre son camp).
| Compétition     | Débute au tour | Place ou tour final | Matches joués | Gagnés | Nuls | Perdus | Buts pour | Buts contre | Différence |
| Division 2      | -              | 11e (Gr. A)         | 36            | 11     | 10   | 15     | 41        | 56          | -15        |
| Coupe de France | -              | 1/32e de finale     | 2             | 0      | 1    | 1      | 0         | 2           | -2         |
| Total           | -              | -                   | 38            | 11     | 11   | 16     | 41        | 58          | -16        |

## Joueurs et encadrement technique

### Encadrement technique
Yves Herbet est l’entraîneur du club lors de cette saison. Ce ancien milieu de terrain, originaire de l'est de la France fait ses classes en tant que joueur dans des clubs comme le Stade de Reims ou l'AS Nancy-Lorraine avant de finir sa carrière dans le sud. Il commence sa carrière d’entraîneur au FC Martigues, puis passe au Havre AC avant de signer au FC Sète en 1983.

### Statistiques individuelles
| Joueur             | Total |
| Patrice Ségura     | 17    |
| Jean-Luc Vinuesa   | 8     |
| Laurent Ferrara    | 5     |
| Desiré Jean Sikely | 2     |
| Yves Contesti      | 2     |
| Philippe Krug      | 2     |
| Didier Miramond    | 1     |
| Andro Cano         | 1     |
| Robert Sabatier    | 1     |